# Valle della Ripa (Argentera)
Valle della Ripa (Argentera) este o arie protejată (arie specială de conservare — SAC, sit de importanță comunitară — SCI) din Italia întinsă pe o suprafață de 327 ha, integral pe uscat.

## Localizare
Centrul sitului Valle della Ripa (Argentera) este situat la coordonatele 44°53′31″N 6°54′56″E / 44.891944°N 6.915556°E.

## Înființare
Situl Valle della Ripa (Argentera) a fost declarat sit de importanță comunitară în septembrie 1995 pentru a proteja 9 specii de animale. Situl a fost protejat și ca arie specială de conservare în iulie 2016.

## Biodiversitate
Situată în ecoregiunea alpină, aria protejată conține 6 habitate naturale: Pajiști alpine și boreale, Mlaștini alcaline, Păduri alpine de Larix decidua și/sau Pinus cembra, Pajiști alpine și subalpine calcaroase, Râuri de munte și vegetația lor lemnoasă cu Myricaria germanica, Tufărișuri subarctice cu Salix spp..
La baza desemnării sitului se află mai multe specii protejate:
- păsări (8): minunița (Aegolius funereus), potârnichea de stâncă (Alectoris graeca saxatilis), acvilă de munte (Aquila chrysaetos), șerpar (Circaetus gallicus), Lagopus muta helvetica, sfrâncioc roșiatic (Lanius collurio), Lyrurus tetrix tetrix, Pyrrhocorax pyrrhocorax
- mamifere (1): lupul (Canis lupus)

Pe lângă speciile protejate, pe teritoriul sitului au mai fost identificate 7 specii de plante, 4 specii de mamifere, 5 specii de nevertebrate.